# Levan av Imereti
Levan av Imereti, död 1590, var en georgisk monark. Han var kung i kungariket Imereti mellan 1585 och 1588.